# Mitopus mongolicus
Espèce
Mitopus mongolicus est une espèce d'opilions eupnois de la famille des Phalangiidae.

## Distribution
Cette espèce se rencontre en Mongolie, en Russie en Sibérie et en Corée du Nord.

## Description
Le mâle syntype mesure 6 mm et la femelle syntype 8 mm.
Le mâle holotype de Mitopus mongolicus tschosenensis mesure 5,4 mm.

## Liste des sous-espèces
Selon World Catalogue of Opiliones (24/07/2025) :
- Mitopus mongolicus mongolicus Roewer, 1912 de Mongolie et Sibérie
- Mitopus mongolicus tschosenensis Kharitonov, 1957 de Corée du Nord

## Systématique et taxinomie
Cette espèce a été décrite par Roewer en 1912.

## Étymologie
Son nom d'espèce lui a été donné en référence au lieu de sa découverte, la Mongolie.
Son nom de la sous-espèce, composé de tschosen et du suffixe latin -ensis, « qui vit dans, qui habite », lui a été donné en référence au lieu de sa découverte, la Corée.

## Publications originales
- Roewer, 1912 : « Revision der Opiliones Palpatores (= Opiliones Plagiostethi). II. Teil: Familie der Phalangiidae. (Subfamilien: Sclerosomini, Oligolophini, Phalangiini). » Abhandlungen aus dem Gebiete der Naturwissenschaften, herausgegeben vom Naturwissenschaftlichen Verein in Hamburg, vol. 20, p. 1–295.
- Kharitonov, 1957 : « Новые Opiliones из Кореи - Novye Opiliones iz Korei. » Zoologicheskii Zhurnal, vol. 36, p. 1417–1420.